# Rudolf Vogt (Verwaltungsjurist)
Rudolf Karl Ferdinand Vogt (* 15. Dezember 1856 in Neumarkt in Schlesien; † 15. September 1926 in Wiesbaden) war ein deutscher Kommunalbeamter.

## Leben
Rudolf Vogt studierte zunächst an der Eberhard Karls Universität Tübingen Rechtswissenschaft und war Fuchs  beim Corps Franconia Tübingen. Er wechselte an die Schlesische Friedrich-Wilhelms-Universität und renoncierte am 2. November 1878 beim Corps Lusatia Breslau. Am 17. Februar 1879 wurde er recipiert. Zum Sommersemester 1879 ging er an die Friedrich-Wilhelms-Universität zu Berlin, wo er sich im Corps Vandalia Berlin als Consenior bewährte. In Breslau wurde er am 26. April 1880 inaktiviert. Am 27. Juli 1880 wurde ihm das Lausitzerband entzogen. Er erhielt es am 22. Oktober 1880 zurück und war bis zum 31. Mai 1881 und dann noch einmal vom 10. Februar 1882 bis zum 8. Mai 1882 bei Lusatia aktiv. Bei Lusatia hatte er sich mit fünf Klammerungen (FM,xxx,FM,x,xxx) ausgezeichnet. Auch Vandalia hatte ihm am 27. Juli 1880 das Band entzogen; er erhielt es erst am 30. November 1895 zurück.
Nach Abschluss des Studiums und dem Referendariat wurde er Gerichtsassessor. 1892 wurde er Erster Bürgermeister und 1906 Oberbürgermeister von Biebrich. Das Amt hatte er bis zur Eingemeindung Biebrichs nach Wiesbaden 1926 inne. Als Erster Bürgermeister und später Oberbürgermeister von Biebrich erwarb sich Vogt besondere Verdienste um den infrastrukturellen Auf- und Ausbau der Stadt. Während seiner Amtszeit trat er wiederholt für die Eingemeindung Biebrichs nach Wiesbaden ein.

## Auszeichnungen
- Ernennung zum Geheimen Regierungsrat (1918)[9]
- Rudolf-Vogt-Straße in Wiesbaden